# سة تنغون (سررود الجنوبي)
سة تنغون (بالفارسية: سه‌تنگون) هي قرية تقع في إيران في قسم سررود الجنوبي الريفي.